# アイヴァン・サンダーソン

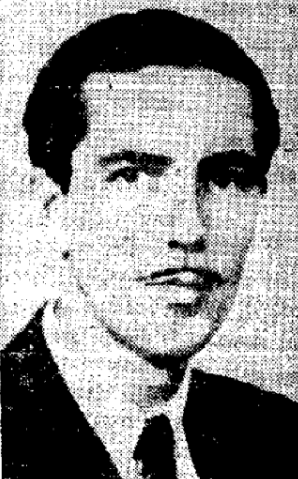
アイヴァン・サンダーソン

アイヴァン・テレンス・サンダーソン（Ivan Terence Sanderson、1911年1月30日 - 1973年2月19日）は、アメリカの動物学者、作家、超常現象研究家、UFO研究家。スコットランドのエディンバラ出身で、後にアメリカに帰化した。ケンブリッジ大学卒業。

## 経歴
17歳のときに体験した世界一周旅行で超常現象に興味を抱き、20代の頃にはその興味をさらに深いものとする。1932年にはアフリカで、原住民がオリティアウと呼ぶ怪鳥を目撃したといい、これはアフリカに伝わる未確認動物(UMA)のコンガマトーのことと見られている。
テレビやラジオでの活躍のほか、1965年には超常現象関連の団体としてSociety for the Investigation of the Unexplained（SITU、未解明調査協会または奇現象調査協会）を設立し、様々な現象の収集、調査、紹介に努めた。超常現象研究家のチャールズ・フォートの早くからの追随者でもあり、オーパーツ、ファフロツキーズ、グロブスターといった超常現象・UMA関連の用語の考案者である。1969年には、コロンビアの古代遺跡で発掘された黄金細工、通称「黄金スペースシャトル」に対し、これがジェット戦闘機である説を航空工学専門家のアーサー・ポイスリーとともに提唱し、この細工がオーパーツとして注目を集めるきっかけとなった。
このほかにオーパーツ関連として、パナマ南部で発見された黄金細工をマヤ文明のブルドーザーだと指摘。未確認飛行物体(UFO)関連として、UFOの正体を宇宙生物とする説を唱え、地球外生命体がすでに地球の海底に基地を建造している可能性を示唆。UMA関連としては、アメリカのミネソタ州で発見された氷漬けの死体「ミネソタ・アイスマン」を、フランスの動物学者ベルナール・ユーベルマンとともに研究した末、本物の獣人と結論づけている。